# Jan Gerver
Jan Gerver (Amsterdam, 5 maart 1971) is een voormalig Nederlands voetballer die van 1993 tot 1999 onder contract stond bij FC Den Bosch, Telstar en FC Zwolle. Hij speelde als middenvelder.

## Statistieken
| Seizoen | Club         | Land      | Competitie     | Wed. | Goals |
| ------- | ------------ | --------- | -------------- | ---- | ----- |
| 1993/94 | FC Den Bosch | Nederland | Eerste divisie | 28   | 5     |
| 1995/96 | FC Den Bosch | Nederland | Eerste divisie | 25   | 7     |
| 1996/97 | FC Den Bosch | Nederland | Eerste divisie | 14   | 4     |
| 1997/98 | Telstar      | Nederland | Eerste divisie | 21   | 3     |
| 1998/99 | FC Zwolle    | Nederland | Eerste divisie | 13   | 1     |
| Totaal  | Totaal       | Totaal    | Totaal         | 101  | 20    |